# All England 1984
Die All England 1984 im Badminton fanden vom 21. bis zum 25. März 1984 in London statt. Sie waren die 74. Auflage dieser Veranstaltung. Am 19. und 20. März fand eine Qualifikation für das Hauptturnier im Watford Leisure Centre statt. Das Preisgeld betrug 15.000 US-Dollar.

## Austragungsort
- Wembley Arena

## Finalresultate
| Disziplin    | Sieger                           | Finalist                  | Ergebnis           |
| ------------ | -------------------------------- | ------------------------- | ------------------ |
| Herreneinzel | Morten Frost                     | Liem Swie King            | 9–15, 15–10, 15–10 |
| Dameneinzel  | Li Lingwei                       | Han Aiping                | 11–5, 11–8         |
| Herrendoppel | Rudy Heryanto Hariamanto Kartono | Mike Tredgett Martin Dew  | 15–11, 15–6        |
| Damendoppel  | Lin Ying Wu Dixi                 | Kim Yun-ja Yoo Sang-hee   | 15–8, 8–15, 17–14  |
| Mixed        | Martin Dew Gillian Gilks         | Nigel Tier Gillian Gowers | 15–8, 15–3         |

## Herreneinzel

### Setzliste
1. Morten Frost
2. Luan Jin
3. Han Jian
4. Liem Swie King
5. Yang Yang
6. Prakash Padukone
7. Icuk Sugiarto
8. Hastomo Arbi

### 1. Runde
- Morten Frost –  Jesper Knudsen: 15-4 / 15-5
- Andy Goode –  Songchai Pandsathitwong: 15-8 / 15-0
- Chen Changjie –  Joe Ford: 15-3 / 15-4
- Razif Sidek –  Mike Butler: 15-2 / 18-13
- Hastomo Arbi –  Bob MacDougall: 15-6 / 15-9
- Park Joo-bong –  Michael Scandolera: 8-15 / 15-4 / 15-11
- Kim Brodersen –  Hiroyuki Hasegawa: 15-18 / 15-9 / 15-6
- Kevin Jolly –  Serian Wiyatno: 15-12 / 18-14
- Han Jian –  Gerry Asquith: 15-9 / 15-4
- Sung Han-kuk –  Tariq Wadood: 18-17 / 15-5
- Jens Peter Nierhoff –  Sze Yu: 15-4 / 18-13
- Ulf Johansson –  Hadiyanto: 15-13 / 3-15 / 15-8
- Prakash Padukone –  Steve Baddeley: 15-7 / 15-11
- Torben Carlsen –  Andy Chong: 15-13 / 15-14
- Hiroshi Nishiyama –  Kurniahu: 15-9 / 15-8
- Dipak Tailor –  Ong Beng Teong: 17-16 / 15-12
- Eddy Hartono –  Harald Klauer: 15-9 / 15-5
- Ib Frederiksen –  Sompol Kukasemkij: 7-15 / 15-3 / 15-4
- Steve Butler –  Ajib Mohidin: 15-2 / 15-1
- Yang Yang –  Tetsuaki Inoue: 15-7 / 15-4
- Stefan Karlsson –  Zubair Ahmad: w.o.
- Misbun Sidek –  Wong Shoon Keat: 15-12 / 15-2
- Lee Deuk-choon –  Morten Svarrer: 15-2 / 11-15 / 15-10
- Liem Swie King –  Darren Hall: 15-2 / 15-7
- Michael Kjeldsen –  Jesper Helledie: 15-6 / 15-6
- Syed Modi –  Göran Carlsson: 15-3 / 18-16
- Glen Milton –  Jacob Thygesen: 18-15 / 17-14
- Icuk Sugiarto –  Shinji Matsuura: 15-4 / 15-8
- Shokichi Miyamori –  Tariq Farooq: 15-2 / 15-4
- Sigit Pamungkas –  Nils Skeby: 15-6 / 15-2
- Nick Yates –  Foo Kok Keong: 15-9 / 15-9
- Luan Jin –  Steen Fladberg: 17-14 / 15-5

### Sektion 1
|  | 2. Runde | 2. Runde            | 2. Runde | 2. Runde | 2. Runde |  |  | Achtelfinale | Achtelfinale        | Achtelfinale | Achtelfinale | Achtelfinale |  |  | Viertelfinale    | Viertelfinale | Viertelfinale | Viertelfinale | Viertelfinale |  |  | Halbfinale | Halbfinale | Halbfinale | Halbfinale | Halbfinale |
|  |          |                     |          |          |          |  |  |              |                     |              |              |              |  |  |                  |               |               |               |               |  |  |            |            |            |            |            |
|  |          | Morten Frost        | 15       | 15       |          |  |  |              |                     |              |              |              |  |  |                  |               |               |               |               |  |  |            |            |            |            |            |
|  |          | Andy Goode          | 1        | 8        |          |  |  |              | Morten Frost        | 15           | 15           |              |  |  |                  |               |               |               |               |  |  |            |            |            |            |            |
|  |          | Chen Changjie       | 15       | 5        | 15       |  |  |              | Chen Changjie       | 7            | 4            |              |  |  |                  |               |               |               |               |  |  |            |            |            |            |            |
|  |          | Razif Sidek         | 5        | 15       | 8        |  |  |              |                     |              |              |              |  |  | Morten Frost     | 14            | 15            | 15            |               |  |  |            |            |            |            |            |
|  |          | Hastomo Arbi        | 15       | 15       |          |  |  |              |                     |              |              |              |  |  | Hastomo Arbi     | 17            | 5             | 8             |               |  |  |            |            |            |            |            |
|  |          | Park Joo-bong       | 9        | 12       |          |  |  |              | Hastomo Arbi        | 15           | 9            | 15           |  |  |                  |               |               |               |               |  |  |            |            |            |            |            |
|  |          | Kevin Jolly         | 15       | 15       |          |  |  |              | Kevin Jolly         | 7            | 15           | 2            |  |  |                  |               |               |               |               |  |  |            |            |            |            |            |
|  |          | Kim Brodersen       | 9        | 10       |          |  |  |              |                     |              |              |              |  |  | Morten Frost     | w/o           |               |               |               |  |  |            |            |            |            |            |
|  |          | Han Jian            | 15       | 18       |          |  |  |              |                     |              |              |              |  |  | Han Jian         | scr           |               |               |               |  |  |            |            |            |            |            |
|  |          | Sung Han-kuk        | 9        | 13       |          |  |  |              | Han Jian            | 7            | 15           | 17           |  |  |                  |               |               |               |               |  |  |            |            |            |            |            |
|  |          | Jens Peter Nierhoff | 15       | 15       |          |  |  |              | Jens Peter Nierhoff | 15           | 5            | 16           |  |  |                  |               |               |               |               |  |  |            |            |            |            |            |
|  |          | Ulf Johansson       | 4        | 11       |          |  |  |              |                     |              |              |              |  |  | Han Jian         | 17            | 15            |               |               |  |  |            |            |            |            |            |
|  |          | Prakash Padukone    | 15       | 15       |          |  |  |              |                     |              |              |              |  |  | Prakash Padukone | 14            | 10            |               |               |  |  |            |            |            |            |            |
|  |          | Torben Carlsen      | 4        | 7        |          |  |  |              | Prakash Padukone    | 15           | 15           |              |  |  |                  |               |               |               |               |  |  |            |            |            |            |            |
|  |          | Dipak Tailor        | 5        | 15       | 15       |  |  |              | Dipak Tailor        | 1            | 7            |              |  |  |                  |               |               |               |               |  |  |            |            |            |            |            |
|  |          | Hiroshi Nishiyama   | 15       | 10       | 7        |  |  |              |                     |              |              |              |  |  |                  |               |               |               |               |  |  |            |            |            |            |            |

### Sektion 2
|  | 2. Runde | 2. Runde          | 2. Runde | 2. Runde | 2. Runde |  |  | Achtelfinale | Achtelfinale     | Achtelfinale | Achtelfinale | Achtelfinale |  |  | Viertelfinale    | Viertelfinale | Viertelfinale | Viertelfinale | Viertelfinale |  |  | Halbfinale | Halbfinale | Halbfinale | Halbfinale | Halbfinale |
|  |          |                   |          |          |          |  |  |              |                  |              |              |              |  |  |                  |               |               |               |               |  |  |            |            |            |            |            |
|  |          | Liem Swie King    | 15       | 15       |          |  |  |              |                  |              |              |              |  |  |                  |               |               |               |               |  |  |            |            |            |            |            |
|  |          | Lee Deuk-choon    | 3        | 0        |          |  |  |              | Liem Swie King   | 15           | 15           |              |  |  |                  |               |               |               |               |  |  |            |            |            |            |            |
|  |          | Misbun Sidek      | 15       | 15       |          |  |  |              | Misbun Sidek     | 3            | 7            |              |  |  |                  |               |               |               |               |  |  |            |            |            |            |            |
|  |          | Stefan Karlsson   | 11       | 7        |          |  |  |              |                  |              |              |              |  |  | Liem Swie King   | 15            | 15            |               |               |  |  |            |            |            |            |            |
|  |          | Yang Yang         | 11       | 15       | 15       |  |  |              |                  |              |              |              |  |  | Yang Yang        | 10            | 8             |               |               |  |  |            |            |            |            |            |
|  |          | Steve Butler      | 15       | 11       | 5        |  |  |              | Yang Yang        | 15           | 15           |              |  |  |                  |               |               |               |               |  |  |            |            |            |            |            |
|  |          | Eddy Hartono      | 15       | 15       |          |  |  |              | Eddy Hartono     | 10           | 7            |              |  |  |                  |               |               |               |               |  |  |            |            |            |            |            |
|  |          | Ib Frederiksen    | 5        | 9        |          |  |  |              |                  |              |              |              |  |  | Liem Swie King   | 15            | 15            |               |               |  |  |            |            |            |            |            |
|  |          | Michael Kjeldsen  | 15       | 15       |          |  |  |              |                  |              |              |              |  |  | Michael Kjeldsen | 5             | 1             |               |               |  |  |            |            |            |            |            |
|  |          | Syed Modi         | 8        | 2        |          |  |  |              | Michael Kjeldsen | 1            | 15           | 15           |  |  |                  |               |               |               |               |  |  |            |            |            |            |            |
|  |          | Icuk Sugiarto     | 15       | 15       |          |  |  |              | Icuk Sugiarto    | 15           | 8            | 12           |  |  |                  |               |               |               |               |  |  |            |            |            |            |            |
|  |          | Glen Milton       | 5        | 5        |          |  |  |              |                  |              |              |              |  |  | Michael Kjeldsen | 15            | 17            |               |               |  |  |            |            |            |            |            |
|  |          | Nick Yates        | 15       | 5        | 15       |  |  |              |                  |              |              |              |  |  | Nick Yates       | 4             | 15            |               |               |  |  |            |            |            |            |            |
|  |          | Luan Jin          | 9        | 15       | 11       |  |  |              | Nick Yates       | 15           | 15           |              |  |  |                  |               |               |               |               |  |  |            |            |            |            |            |
|  |          | Sigit Pamungkas   | 15       | 15       |          |  |  |              | Sigit Pamungkas  | 3            | 2            |              |  |  |                  |               |               |               |               |  |  |            |            |            |            |            |
|  |          | Shokichi Miyamori | 6        | 2        |          |  |  |              |                  |              |              |              |  |  |                  |               |               |               |               |  |  |            |            |            |            |            |

## Dameneinzel

### Setzliste
1. Li Lingwei
2. Han Aiping
3. Zhang Ailing
4. Qian Ping
5. Ivanna Lie
6. Kim Yun-ja
7. Kirsten Larsen
8. Helen Troke

### 1. Runde
- Qian Ping –  Susanne Ejlersen: 11-2 / 11-2
- Gillian Clark –  Denyse Julien: 9-11 / 11-5 / 11-2
- Raith Kumala-Dewi –  Ami Ghia: 11-8 / 11-2
- Christine Magnusson –  Johanne Falardeau: 11-3 / 11-12 / 11-4
- Kim Yun-ja –  Yanti Kusmiati: 11-8 / 11-8
- Pamela Hamilton –  Katherine Swee Phek Teh: 11-1 / 11-8
- Suzanne Louis-Lane –  Kirsten Schmieder: 8-11 / 11-7 / 11-6
- Karen Beckman –  Sarah Williams: 11-4 / 11-2
- Sumiko Kitada –  Claire Backhouse: 11-9 / 11-1
- Dorthe Lynge –  Leong Chai Lean: w.o.
- Jane Webster –  Heidi Bender: 12-9 / 11-4
- Ivanna Lie –  Catherine Troke: 11-2 / 11-6
- Charlotte Hattens –  Betty Blair: 11-8 / 11-4
- Alison Fisher –  Maria Bengtsson: 11-6 / 11-8
- Kim Bok-Sun –  Debbie Hore: 11-2 / 11-0
- Zhang Ailing –  Fiona Elliott: 11-1 / 11-6

### Sektion 1
|  | 2. Runde | 2. Runde            | 2. Runde | 2. Runde | 2. Runde |  |  | Achtelfinale | Achtelfinale        | Achtelfinale | Achtelfinale | Achtelfinale |  |  | Viertelfinale | Viertelfinale | Viertelfinale | Viertelfinale | Viertelfinale |  |  | Halbfinale | Halbfinale | Halbfinale | Halbfinale | Halbfinale |
|  |          |                     |          |          |          |  |  |              |                     |              |              |              |  |  |               |               |               |               |               |  |  |            |            |            |            |            |
|  |          | Li Lingwei          | 11       | 11       |          |  |  |              |                     |              |              |              |  |  |               |               |               |               |               |  |  |            |            |            |            |            |
|  |          | Linda Cloutier      | 5        | 2        |          |  |  |              | Li Lingwei          | 11           | 12           |              |  |  |               |               |               |               |               |  |  |            |            |            |            |            |
|  |          | Yoo Sang-hee        | 11       | 11       |          |  |  |              | Yoo Sang-hee        | 5            | 9            |              |  |  |               |               |               |               |               |  |  |            |            |            |            |            |
|  |          | Wendy Massam        | 3        | 0        |          |  |  |              |                     |              |              |              |  |  | Li Lingwei    | 12            | 11            |               |               |  |  |            |            |            |            |            |
|  |          | Helen Troke         | 11       | 11       |          |  |  |              |                     |              |              |              |  |  | Helen Troke   | 10            | 8             |               |               |  |  |            |            |            |            |            |
|  |          | Agnethe Juul        | 3        | 8        |          |  |  |              | Helen Troke         | 8            | 11           | 11           |  |  |               |               |               |               |               |  |  |            |            |            |            |            |
|  |          | Saori Kohmoto       | 7        | 11       | 11       |  |  |              | Saori Kohmoto       | 11           | 1            | 8            |  |  |               |               |               |               |               |  |  |            |            |            |            |            |
|  |          | Elizabeth Latief    | 11       | 2        | 4        |  |  |              |                     |              |              |              |  |  | Li Lingwei    | 11            | 11            |               |               |  |  |            |            |            |            |            |
|  |          | Qian Ping           | 7        | 11       | 11       |  |  |              |                     |              |              |              |  |  | Qian Ping     | 3             | 8             |               |               |  |  |            |            |            |            |            |
|  |          | Gillian Clark       | 11       | 3        | 7        |  |  |              | Qian Ping           | 5            | 11           | 11           |  |  |               |               |               |               |               |  |  |            |            |            |            |            |
|  |          | Christine Magnusson | 11       | 11       |          |  |  |              | Christine Magnusson | 11           | 5            | 2            |  |  |               |               |               |               |               |  |  |            |            |            |            |            |
|  |          | Raith Kumala-Dewi   | 5        | 4        |          |  |  |              |                     |              |              |              |  |  | Qian Ping     | 11            | 11            |               |               |  |  |            |            |            |            |            |
|  |          | Kim Yun-ja          | 11       | 11       |          |  |  |              |                     |              |              |              |  |  | Kim Yun-ja    | 8             | 3             |               |               |  |  |            |            |            |            |            |
|  |          | Pamela Hamilton     | 0        | 1        |          |  |  |              | Kim Yun-ja          | 11           | 11           | 11           |  |  |               |               |               |               |               |  |  |            |            |            |            |            |
|  |          | Karen Beckman       | 11       | 11       |          |  |  |              | Karen Beckman       | 12           | 3            | 0            |  |  |               |               |               |               |               |  |  |            |            |            |            |            |
|  |          | Suzanne Louis-Lane  | 4        | 2        |          |  |  |              |                     |              |              |              |  |  |               |               |               |               |               |  |  |            |            |            |            |            |

### Sektion 2
|  | 2. Runde | 2. Runde          | 2. Runde | 2. Runde | 2. Runde |  |  | Achtelfinale | Achtelfinale      | Achtelfinale | Achtelfinale | Achtelfinale |  |  | Viertelfinale  | Viertelfinale | Viertelfinale | Viertelfinale | Viertelfinale |  |  | Halbfinale | Halbfinale | Halbfinale | Halbfinale | Halbfinale |
|  |          |                   |          |          |          |  |  |              |                   |              |              |              |  |  |                |               |               |               |               |  |  |            |            |            |            |            |
|  |          | Han Aiping        | 11       | 11       |          |  |  |              |                   |              |              |              |  |  |                |               |               |               |               |  |  |            |            |            |            |            |
|  |          | Merry Herliem     | 5        | 1        |          |  |  |              | Han Aiping        | 11           | 11           |              |  |  |                |               |               |               |               |  |  |            |            |            |            |            |
|  |          | Sally Podger      | 11       | 11       |          |  |  |              | Sally Podger      | 4            | 4            |              |  |  |                |               |               |               |               |  |  |            |            |            |            |            |
|  |          | Fumiko Tohkairin  | 3        | 3        |          |  |  |              |                   |              |              |              |  |  | Han Aiping     | 11            | 11            |               |               |  |  |            |            |            |            |            |
|  |          | Kirsten Larsen    | 11       | 10       | 11       |  |  |              |                   |              |              |              |  |  | Kirsten Larsen | 7             | 4             |               |               |  |  |            |            |            |            |            |
|  |          | Kim Yoon-sook     | 8        | 12       | 2        |  |  |              | Kirsten Larsen    | 11           | 11           |              |  |  |                |               |               |               |               |  |  |            |            |            |            |            |
|  |          | Gillian Gowers    | 11       | 12       |          |  |  |              | Gillian Gowers    | 8            | 8            |              |  |  |                |               |               |               |               |  |  |            |            |            |            |            |
|  |          | Rosiana Tendean   | 2        | 10       |          |  |  |              |                   |              |              |              |  |  | Han Aiping     | 11            | 11            |               |               |  |  |            |            |            |            |            |
|  |          | Zhang Ailing      | 11       | 11       |          |  |  |              |                   |              |              |              |  |  | Zhang Ailing   | 6             | 2             |               |               |  |  |            |            |            |            |            |
|  |          | Kim Bok-sun       | 6        | 3        |          |  |  |              | Zhang Ailing      | 11           | 11           |              |  |  |                |               |               |               |               |  |  |            |            |            |            |            |
|  |          | Charlotte Hattens | 12       | 11       |          |  |  |              | Charlotte Hattens | 1            | 2            |              |  |  |                |               |               |               |               |  |  |            |            |            |            |            |
|  |          | Alison Fisher     | 11       | 8        |          |  |  |              |                   |              |              |              |  |  | Zhang Ailing   | 11            | 11            |               |               |  |  |            |            |            |            |            |
|  |          | Sumiko Kitada     | 11       | 11       |          |  |  |              |                   |              |              |              |  |  | Sumiko Kitada  | 8             | 3             |               |               |  |  |            |            |            |            |            |
|  |          | Dorthe Lynge      | 4        | 4        |          |  |  |              | Sumiko Kitada     | 11           | 11           |              |  |  |                |               |               |               |               |  |  |            |            |            |            |            |
|  |          | Ivanna Lie        | 9        | 11       | 11       |  |  |              | Ivanna Lie        | 4            | 2            |              |  |  |                |               |               |               |               |  |  |            |            |            |            |            |
|  |          | Jane Webster      | 12       | 7        | 4        |  |  |              |                   |              |              |              |  |  |                |               |               |               |               |  |  |            |            |            |            |            |

## Herrendoppel

### 1. Runde
- Kim Moon-soo /  Park Joo-bong –  Shuji Matsuno /  Shinji Matsuura: 15-2 / 15-6
- Sun Zhian /  Tian Bingyi –  Steve Baddeley /  Nick Yates: 15-7 / 15-9
- Michael E. Nielsen /  Lars Noeies –  David Spurling /  Ray Stevens: 15-4 / 15-5
- Andy Chong /  Soh Goon Chup –  Kim Brodersen /  Morten Svarrer: 17-18 / 15-10 / 15-4
- Steen Fladberg /  Jesper Helledie –  Ray Rofe /  Philip Sutton: 15-6 / 15-6
- Hadibowo /  Hafid Yusuf –  Chris Rees /  Lyndon Williams: 13-18 / 15-4 / 18-15
- Joe Ford /  Glen Milton –  A. Moquit /  Tariq Wadood: 17-14 / 15-7
- King Wong /  Kim Yong –  Harald Klauer /  Thomas Künstler: 6-15 / 15-10 / 15-8
- Uun Santosa /  Rob Ridder –  Ib Frederiksen /  Nils Skeby: 15-7 / 15-7
- Mark Elliott /  Gary Scott –  Ulf Johansson /  Göran Carlsson: 15-7 / 15-4
- Ong Beng Teong /  Misbun Sidek –  Gerry Asquith /  Donald Burden: 15-11 / 15-4
- Jiang Guoliang /  He Shangquan –  Steve Butler /  Serian Wiyatno: 15-6 / 15-8
- Eddy Hartono /  Sigit Pamungkas –  Lee Deuk-choon /  Sung Han-kuk: 15-7 / 14-17 / 15-9
- Partho Ganguli /  Vikram Singh –  Darren Hall /  Kevin Jolly: 15-9 / 15-5
- Hiroyuki Hasegawa /  Hiroshi Nishiyama –  Darren McDonald /  Michael Scandolera: 18-16 / 18-17
- Martin Dew /  Mike Tredgett –  Jan Hammergaard Hansen /  Torben Carlsen: 15-4 / 15-11

### 2. Runde
- Stefan Karlsson /  Thomas Kihlström –  Tetsuaki Inoue /  Shokichi Miyamori: 15-7 / 15-5
- Chan Chi Choi /  Wong Man Hing –  Richard Outterside /  Dipak Tailor: 15-11 / 17-14
- Hariamanto Kartono /  Rudy Heryanto –  Mike Cattermole /  Ian Teasdale: 15-7 / 15-7
- Jesper Knudsen /  Morten Knudsen –  Duncan Bridge /  Nigel Tier: 18-17 / 15-11
- Sun Zhian /  Tian Bingyi –  Kim Moon-soo /  Park Joo-bong: 15-12 / 15-8
- Andy Chong /  Soh Goon Chup –  Michael E. Nielsen /  Lars Noeies: 15-3 / 15-12
- Steen Fladberg /  Jesper Helledie –  Hadibowo /  Hafid Yusuf: 9-15 / 15-7 / 17-16
- King Wong /  Kim Yong –  Joe Ford /  Glen Milton: 8-15 / 15-12 / 15-6
- Uun Santosa /  Rob Ridder –  Mark Elliott /  Gary Scott: 8-15 / 15-5 / 15-11
- Ong Beng Teong /  Misbun Sidek –  Jiang Guoliang /  He Shangquan: 15-13 / 18-16
- Eddy Hartono /  Sigit Pamungkas –  Partho Ganguli /  Vikram Singh: 15-7 / 15-2
- Martin Dew /  Mike Tredgett –  Hiroyuki Hasegawa /  Hiroshi Nishiyama: 15-12 / 15-8
- Billy Gilliland /  Dan Travers –  Darrell Roebuck /  Andy Wood: 15-6 / 15-7
- Jalani Sidek /  Rashid Sidek –  Mike deBelle /  Mike Bitten: 15-12 / 15-6
- Mark Christiansen /  Michael Kjeldsen –  Uday Pawar /  Sze Yu: 15-12 / 15-8
- Bobby Ertanto /  Christian Hadinata –  Chris Dobson /  Andy Goode: 16-17 / 15-4 / 15-10

### Achtelfinale
- Stefan Karlsson /  Thomas Kihlström –  Chan Chi Choi /  Wong Man Hing: 15-4 / 15-2
- Hariamanto Kartono /  Rudy Heryanto –  Jesper Knudsen /  Morten Knudsen: 15-4 / 15-0
- Sun Zhian /  Tian Bingyi –  Andy Chong /  Soh Goon Chup: 15-12 / 15-5
- Steen Fladberg /  Jesper Helledie –  King Wong /  Kim Yong: 15-5 / 15-4
- Ong Beng Teong /  Misbun Sidek –  Uun Santosa /  Rob Ridder: 15-9 / 15-11
- Martin Dew /  Mike Tredgett –  Eddy Hartono /  Sigit Pamungkas: 7-15 / 15-5 / 15-2
- Jalani Sidek /  Rashid Sidek –  Billy Gilliland /  Dan Travers: 15-11 / 8-15 / 15-10
- Mark Christiansen /  Michael Kjeldsen –  Bobby Ertanto /  Christian Hadinata: 5-15 / 17-14 / 15-4

### Viertelfinale
- Hariamanto Kartono /  Rudy Heryanto –  Stefan Karlsson /  Thomas Kihlström: 15-11 / 15-10
- Steen Fladberg /  Jesper Helledie –  Sun Zhian /  Sun Zhian: 15-10 / 15-11
- Martin Dew /  Mike Tredgett –  Ong Beng Teong /  Misbun Sidek: 15-5 / 15-9
- Jalani Sidek /  Rashid Sidek –  Mark Christiansen /  Michael Kjeldsen: 15-12 / 9-15 / 15-10

### Halbfinale
- Hariamanto Kartono /  Rudy Heryanto –  Steen Fladberg /  Jesper Helledie: 14-17 / 15-3 / 15-4
- Martin Dew /  Mike Tredgett –  Jalani Sidek /  Rashid Sidek: 15-1 / 15-6

### Finale
- Hariamanto Kartono /  Rudy Heryanto –  Martin Dew /  Mike Tredgett: 15-11 / 15-6

## Damendoppel

### 1. Runde
- Lin Ying /  Wu Dixi –  Hanne Adsbøl /  Inge Borgstrøm: 15-2 / 15-2
- Keum Shin-cho /  Chung Myung-hee –  Liselotte Blumer /  Maxine Evans: 15-4 / 15-6
- Ruth Damayanti /  Maria Fransisca –  Barbara Beckett /  Alison Fulton: 15-11 / 15-2
- Gillian Clark /  Sally Podger –  Seema Bhandari /  Ami Ghia: 15-0 / 15-2
- Karen Beckman /  Gillian Gilks –  Jill Benson /  Cheryl Cooke: 15-2 / 15-4
- Linda Cloutier /  Denyse Julien –  Annette Bernth /  Lise Kissmeyer: 15-7 / 15-10
- Gillian Gowers /  Wendy Massam –  Saori Kondo /  Mikiko Takada: 15-3 / 15-10
- Merry Herliem /  Yanti Kusmiati –  Pamela Hamilton /  Jill Pringle: 18-13 / 15-12
- Grete Mogensen /  Liselotte Gøttsche –  Heidi Bender /  Kirsten Schmieder: 15-11 / 15-8
- Barbara Sutton /  Jane Webster –  L. Jensen /  Lotte Olsen: 15-4 / 15-5
- Ivanna Lie /  Rosiana Tendean –  Maria Bengtsson /  Christine Magnusson: 15-3 / 15-9
- Kim Yun-ja /  Yoo Sang-hee –  Lisa Chapman /  June Shipman: 15-10 / 15-2
- Johanne Falardeau /  Claire Backhouse –  Susanne Ejlersen /  Agnethe Juul: 15-5 / 15-7
- Yoshiko Yonekura /  Atsuko Tokuda –  Fiona Elliott /  Sara Leeves: 15-3 / 17-16
- Karen Chapman /  Helen Troke –  Bridget Cooper /  Katherine Swee Phek Teh: 15-4 / 15-7
- Wu Jianqiu /  Xu Rong –  Charlotte Hattens /  Dorthe Lynge: 15-2 / 15-2

### Achtelfinale
- Lin Ying /  Wu Dixi –  Keum Shin-cho /  Chung Myung-hee: 15-7 / 15-9
- Gillian Clark /  Sally Podger –  Ruth Damayanti /  Maria Fransisca: 8-15 / 15-5 / 15-10
- Karen Beckman /  Gillian Gilks –  Linda Cloutier /  Denyse Julien: 15-12 / 15-13
- Gillian Gowers /  Wendy Massam –  Merry Herliem /  Yanti Kusmiati: 9-15 / 15-6 / 15-8
- Barbara Sutton /  Jane Webster –  Grete Mogensen /  Liselotte Gøttsche: 15-8 / 16-17 / 17-16
- Kim Yun-ja /  Yoo Sang-hee –  Ivanna Lie /  Rosiana Tendean: 15-5 / 15-7
- Yoshiko Yonekura /  Atsuko Tokuda –  Johanne Falardeau /  Claire Backhouse: 15-12 / 3-15 / 15-2
- Wu Jianqiu /  Xu Rong –  Karen Chapman /  Helen Troke: 15-3 / 15-2

### Viertelfinale
- Lin Ying /  Wu Dixi –  Gillian Clark /  Sally Podger: 15-13 / 15-11
- Karen Beckman /  Gillian Gilks –  Gillian Gowers /  Wendy Massam: 18-15 / 15-4
- Kim Yun-ja /  Yoo Sang-hee –  Barbara Sutton /  Jane Webster: 15-11 / 15-5
- Wu Jianqiu /  Xu Rong –  Yoshiko Yonekura /  Atsuko Tokuda: 15-12 / 7-15 / 15-7

### Halbfinale
- Lin Ying /  Wu Dixi –  Karen Beckman /  Gillian Gilks: 15-5 / 15-10
- Kim Yun-ja /  Yoo Sang-hee –  Wu Jianqiu /  Xu Rong: 5-15 / 15-7 / 15-13

### Finale
- Lin Ying /  Wu Dixi –  Kim Yun-ja /  Yoo Sang-hee: 15-8 / 8-15 / 17-14

## Mixed

### 1. Runde
- Mike Tredgett /  Karen Chapman –  Gerry Asquith /  Jill Pringle: 15-7 / 15-9
- Nigel Rivett /  Wendy Poulton –  Ray Rofe /  Lisa Chapman: 10-15 / 15-8 / 15-11
- Lars Noeies /  Annette Bernth –  Lee Taik-ki /  Chung Myung-hee: 15-5 / 15-5
- Jan Hammergaard Hansen /  Bridget Cooper –  Tim Stokes /  K. Wilkins: 15-6 / 8-15 / 17-14
- Billy Gilliland /  Imelda Wiguna –  Harald Klauer /  Heidi Bender: 15-8 / 15-7
- Rob Ridder /  Marjan Ridder –  Chris Dobson /  Helen Troke: 12-15 / 15-9 / 15-13
- Bob MacDougall /  Denyse Julien –  Richard Outterside /  Jill Benson: 15-5 / 8-15 / 15-6
- Nils Skeby /  Grete Mogensen –  David Spurling /  Sally Podger: 12-15 / 18-13 / 15-4
- Mark Elliott /  Fiona Elliott –  Peter Emptage /  Andrea Stretch: 15-9 / 15-12
- Michael Scandolera /  Maxine Evans –  Shinji Matsuura /  Mikiko Takada: 18-14 / 15-11
- Rudy Heryanto /  Maria Fransisca –  Mark Christiansen /  Hanne Adsbøl: 15-1 / 15-7
- Philip Sutton /  Jane Webster –  Kim Moon-soo /  Keum Shin-cho: 15-8 / 18-16
- Jesper Knudsen /  Lise Kissmeyer –  Dan Travers /  Christine Heatly: 11-15 / 15-8 / 15-9
- Thomas Künstler /  Kirsten Schmieder –  Kim Levin /  J. Jensen: 15-8 / 15-3
- Soh Goon Chup /  Tan Sui Hoon –  Miles Johnson /  Suzanne Louis-Lane: 15-11 / 15-7
- Nigel Tier /  Gillian Gowers –  Michael E. Nielsen /  Kathy Tredgett: 15-2 / 15-5

### 2. Runde
- Martin Dew /  Gillian Gilks –  Rolf Rüsseler /  Cheryl Cooke: 15-2 / 15-2
- Kim Brodersen /  Dorthe Lynge –  Chan Chi Choi /  Amy Chan: w.o.
- Hariamanto Kartono /  Ruth Damayanti –  Duncan Bridge /  Sara Leeves: 15-4 / 15-10
- Torben Carlsen /  Liselotte Gøttsche –  Mike Butler /  Claire Backhouse: 15-12 / 7-15 / 18-17
- Mike Tredgett /  Karen Chapman –  Nigel Rivett /  Wendy Poulton: 15-3 / 15-11
- Jan Hammergaard Hansen /  Bridget Cooper –  Lars Noeies /  Annette Bernth: 15-4 / 15-6
- Billy Gilliland /  Imelda Wiguna –  Rob Ridder /  Marjan Ridder: 15-11 / 15-9
- Bob MacDougall /  Denyse Julien –  Nils Skeby /  Grete Mogensen: 5-15 / 15-12 / 18-14
- Michael Scandolera /  Maxine Evans –  Mark Elliott /  Fiona Elliott: 15-10 / 15-8
- Philip Sutton /  Jane Webster –  Rudy Heryanto /  Maria Fransisca: 15-5 / 15-3
- Jesper Knudsen /  Lise Kissmeyer –  Thomas Künstler /  Kirsten Schmieder: 17-18 / 15-4 / 15-11
- Nigel Tier /  Gillian Gowers –  Soh Goon Chup /  Tan Sui Hoon: 15-7 / 15-3
- Morten Knudsen /  Charlotte Hattens –  Chris Rees /  June Shipman: 8-15 / 15-11 / 15-6
- Dipak Tailor /  Barbara Sutton –  Brian Wallwork /  Pamela Hamilton: 15-4 / 15-6
- Andy Goode /  Gillian Clark –  Mark Freitag /  Linda Cloutier: 15-2 / 15-9
- Steen Fladberg /  Inge Borgstrøm –  Thomas Kihlström /  Maria Bengtsson: 15-10 / 15-10

### Achtelfinale
- Martin Dew /  Gillian Gilks –  Kim Brodersen /  Dorthe Lynge: 15-0 / 15-0
- Hariamanto Kartono /  Ruth Damayanti –  Torben Carlsen /  Liselotte Gøttsche: 15-2 / 15-6
- Mike Tredgett /  Karen Chapman –  Jan Hammergaard Hansen /  Bridget Cooper: 10-15 / 15-7 / 15-8
- Billy Gilliland /  Imelda Wiguna –  Bob MacDougall /  Denyse Julien: 10-15 / 15-10 / 15-5
- Michael Scandolera /  Maxine Evans –  Philip Sutton /  Jane Webster: 11-15 / 15-7 / 15-9
- Nigel Tier /  Gillian Gowers –  Jesper Knudsen /  Lise Kissmeyer: 15-8 / 15-10
- Dipak Tailor /  Barbara Sutton –  Morten Knudsen /  Charlotte Hattens: 15-11 / 15-4
- Andy Goode /  Gillian Clark –  Steen Fladberg /  Inge Borgstrøm: 15-9 / 15-10

### Viertelfinale
- Martin Dew /  Gillian Gilks –  Hariamanto Kartono /  Ruth Damayanti: 15-7 / 15-8
- Billy Gilliland /  Imelda Wiguna –  Mike Tredgett /  Karen Chapman: 15-10 / 15-9
- Nigel Tier /  Gillian Gowers –  Michael Scandolera /  Maxine Evans: 18-15 / 8-15 / 15-4
- Dipak Tailor /  Barbara Sutton –  Andy Goode /  Gillian Clark: 15-5 / 18-17

### Halbfinale
- Martin Dew /  Gillian Gilks –  Billy Gilliland /  Imelda Wiguna: 17-14 / 15-6
- Nigel Tier /  Gillian Gowers –  Dipak Tailor /  Barbara Sutton: 15-3 / 8-15 / 15-6

### Finale
- Martin Dew /  Gillian Gilks –  Nigel Tier /  Gillian Gowers: 15-8 / 15-3